# Juan Casado Obispo
Juan Casado Obispo OP (* 27. Dezember 1886 in Fuentecén; † 19. Januar 1941) war ein spanischer Ordensgeistlicher und römisch-katholischer Bischof von Thái Bình.

## Leben
Juan Casado Obispo trat der Ordensgemeinschaft der Dominikaner bei und empfing am 29. Januar 1912 die Priesterweihe.
Papst Pius XI. ernannte ihn am 9. März 1936 zum Apostolischen Vikar in Thái Bình und zum Titularbischof von Barata. Der Apostolischen Vikar von Hải Phòng, Francisco Gómez de Santiago, spendete ihm am 2. August desselben Jahres die Bischofsweihe; Mitkonsekratoren waren Eugenio Artaraz Emaldi, Apostolische Vikare von  Bắc Ninh, und Domingo Hồ Ngọc Cẩn, Apostolische Vikare von Bùi Chu.
Juan Casado Obispo starb am 19. Januar 1941 in seinem 54. Lebensjahr.